# فرودگاه نیروی هوایی سلطنتی کاسفورد

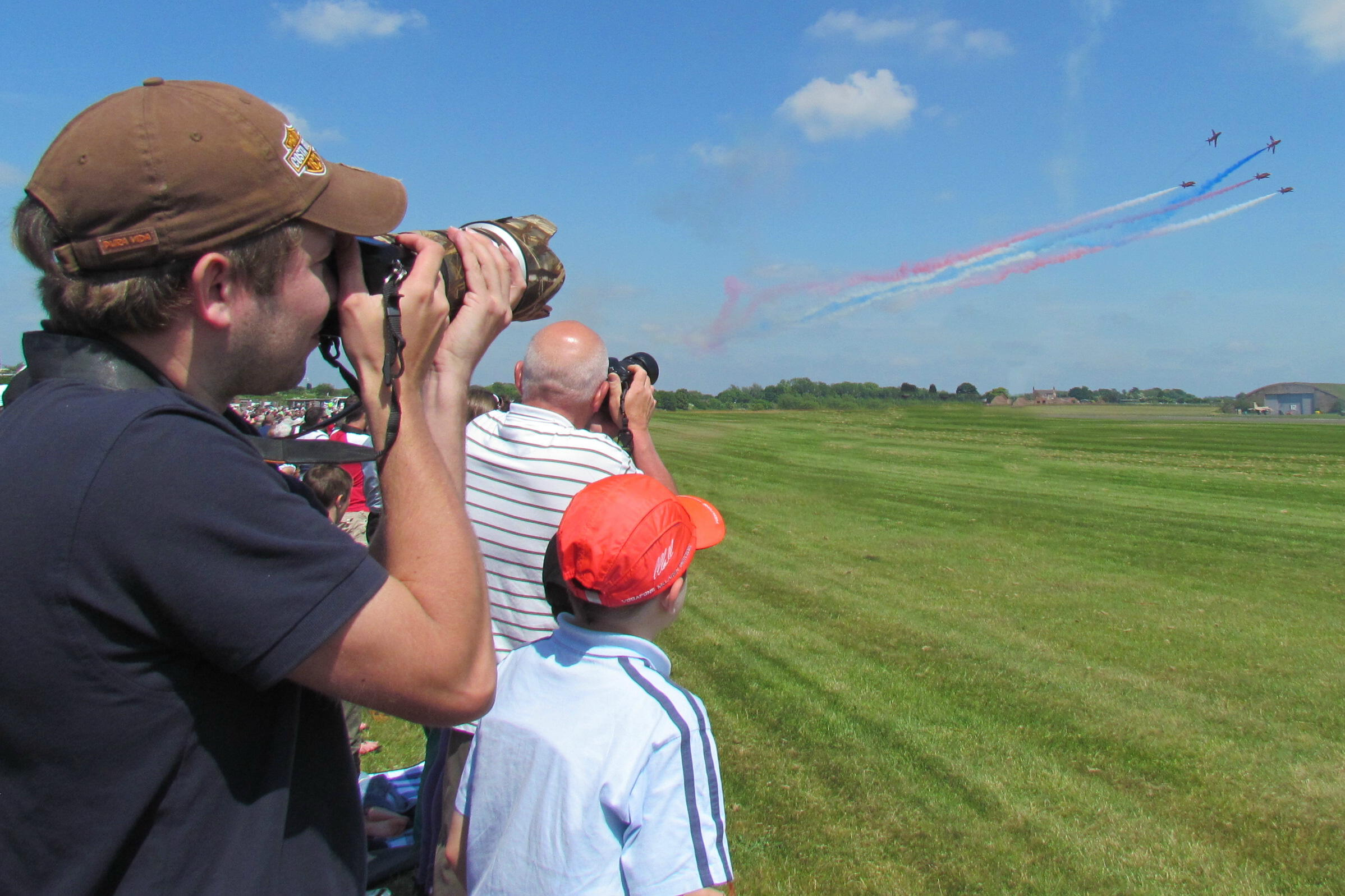
فرودگاه کاسفورد.

فرودگاه نیروی هوایی سلطنتی کاسفورد (به انگلیسی: RAF Cosford) یک فرودگاه نظامی است که یک باند فرود آسفالت دارد و طول باند آن ۱۱۸۶ متر است. این فرودگاه در کشور انگلستان قرار دارد و در ارتفاع ۸۳ متری از سطح دریا واقع شده است.